# Arthraxon echinatus
Arthraxon echinatus là một loài thực vật có hoa trong họ Hòa thảo. Loài này được (Nees) Hochst. mô tả khoa học đầu tiên năm 1856.

## Nơi sống
Phạm vi bản địa của loài này là Nam Ấn Độ, Nepal, Vân Nam (Trung Quốc). Đây là loài cây một năm và phát triển chủ yếu ở hệ sinh thái cận nhiệt đới.